# Leonor Sullivan
Leonor Kretzer Sullivan wcześniej Leonor Kretzer (ur. 21 sierpnia 1902 w Saint Louis, zm. 1 września 1988 tamże) – amerykańska polityczka, członkini Partii Demokratycznej.

## Działalność polityczna
W okresie od 3 stycznia 1953 do 3 stycznia 1977 przez dwanaście kadencji była przedstawicielką 3. okręgu wyborczego w stanie Missouri w Izbie Reprezentantów Stanów Zjednoczonych.
Jej mężem był John B. Sullivan.